# Gau (Fiji)
Gau is een eiland in de Lomaiviti-archipel in Fiji. Het heeft een oppervlakte van 136,1 km² en het hoogste punt meet 738 meter.